# Дацюк, Роман Михайлович
Роман Михайлович Дацюк (укр. Роман Михайлович Дацюк; 7 сентября 1988, Костополь, Ровненская область, Украинская ССР, СССР) — украинский футболист, нападающий. В прошлом футзалист.

## Биография
Воспитанник ДЮСШ КОЛИСП «Штурм» Костополь. Первый тренер — А. О. Шибковский Окончив спортинтернат и отказавшись от предложения перейти в профессиональный клуб «Верес», переживавший не лучшие времена и находившийся на грани банкротства, предпочёл играть в любительских коллективах Ровенской и Львовской областей.
7 февраля 2009 года, играя за львовский «Кардинал» дебютировал в экстра-лиге. Всего в высшем дивизионе чемпионата Украины по мини-футболу сыграл 19 матчей. В сезоне 2010/11 выступал в польской команде экстракласы (высший дивизион) «ТПХ Полковице». После возвращения на Украину играл во второй лиге за ковельский клуб «Шанс-Авто».
С 2012 года играл в команде «Славутич» (Черкассы). Дебют в большом футболе на профессиональном уровне, состоялся 7 апреля 2012 года, в поединке «Славутич» — «Динамо» (Хмельницкий), в котором Дацюк вышел на поле во втором тайме, заменив Сергея Тарана. В гостевом матче против «Прикарпатья», состоявшемся 2 мая, форвард открывает счёт и своим голам во второй лиге, отличившись дублем. Постепенно Роман становится лидером атак своего клуба. В сезоне 2013/14 нападающий стал лучшим бомбардиром своей команды, забив в первенстве 13 голов. По итогам 2013 года, Дацюк был признан лучшим спортсменом игровых видов спорта Черкасской области. В мае 2014 года «Славутич» пробивается в полуфинал Кубка Украины, где встретился с чемпионом страны — донецким «Шахтёром», к тому же став первым, в истории украинского футбола, представителем второй лиги на этой стадии розыгрыша. Но Роману, принявшему участие в предыдущих кубковых играх, не суждено было сыграть в этом поединке, из-за дисквалификации форвард вынужден был пропустить этот важный матч.
С приходом на тренерский мостик Игоря Столовицкого, нападающий теряет место в стартовом составе, ограничиваясь нечастыми выходами на замену и по окончании осенней части сезона 2014/15, покидает «Черкасский Днепр». Весной 2015 года Дацюк переходит в днепродзержинскую «Сталь», дебютировав в составе одного из лидеров украинской первой лиги 21 марта, в домашнем поединке против тернопольской «Нивы». А по завершении сезона под руководством Владимира Мазяра «сталевары» получили серебряные награды Первой лиги Украины.
Летом 2015 перешёл в состав «Горняка» из города Кривой Рог. 23 июня 2016 года получил статус свободного агента из-за снятия команды с турнира. 9 июля 2016 подписал контракт с «Буковиной». 1 декабря 2016 года прекратил сотрудничество с черновицкой командой. По приглашению Виталия Богданова прошёл сборы с «Тернополем» и в марте 2017 года подписал контракт с клубом.

## Достижения
в Украине:
- Серебряный призёр Первой лиги Украины (1): 2014/15
- Полуфиналист Кубка Украины (1): 2013/14

в Канаде:
- Победитель регулярного чемпионата Канадской футбольной лиги (1): 2018
- Полуфиналист плей-офф Канадской футбольной лиги (1): 2018